# Манінська ущелина
Манінська ущелина (Manínska tiesňava) — національний парк в Словаччині; розташовується в окрузі Поважська Бистриця — біля села Заскалля. Протікає Манінський потік Охоронна територія заснована 1967 року; займає 1,17 км².